# Alex Honnold
Pour les articles homonymes, voir Honnold.
Alex Honnold, né le 17 août 1985 à Sacramento en Californie, est un grimpeur professionnel américain. Il est notamment réputé pour ses ascensions en solo intégral.

## Biographie

### Famille
Alex Honnold nait à Sacramento, il est le fils de Charles Forrest Honnold et de Dierdre Wolownick, une écrivaine et éducatrice. Il est descendant de grands-parents polonais. Sa mère est une coureuse et grimpeuse comme Alex,. Il a une sœur, Stasia Honnold.

### Carrière sportive
Il commence à grimper en intérieur, en salle d'escalade, à l'âge de 5 ans ; à l'âge de 10 ans, il fait de l'escalade « plusieurs fois par semaine ». Pendant son adolescence, il participe à de nombreux championnats nationaux et internationaux d'escalade pour les jeunes. Alex Honnold estime n'avoir pas été spécialement précoce ni doué pour l'escalade : « Je n'ai jamais été un mauvais grimpeur, mais je n'ai jamais été un grand grimpeur non plus. Il y a beaucoup d'autres grimpeurs qui sont beaucoup plus forts que moi, qui ont commencé quand ils étaient enfants et qui sont devenus instantanément incroyablement forts, comme s'ils avaient un don naturel. Et ça n'a jamais été mon cas. J'aimais l'escalade, et je n'ai jamais cessé de grimper depuis. Je me suis donc naturellement amélioré, mais je n'ai jamais été doué ».
À 18 ans, lors de sa deuxième année à l'université de Californie à Berkeley, ses parents divorcent et quelques mois plus tard, son père meurt d'une crise cardiaque à l'âge de 55 ans. Alex Honnold abandonne alors ses études et, vivant dans un camping-car, se lance dans une décennie de pratique de l'escalade en extérieur en Californie, et plus particulièrement dans le parc national de Yosemite, où il commence à pratiquer l'escalade en solo intégral. Dès 2007, il se fait connaître par plusieurs ascensions remarquables en solo intégral : d'abord par celles de la face nord de The Rostrum et d'Astroman le même jour, puis de Freerider et de Salathé Wall (en), des voies de plusieurs longueurs,. En 2008, il réalise les premières ascensions en solo intégral de Moonlight Buttress le 1er avril  puis de la face nord-ouest de Half Dome le 8 septembre, qui font l'objet d'articles sur le site Alpinist.com.
Le 15 janvier 2014, au Mexique, il termine la voie El Sendero Luminoso longue de 760 mètres, en solo intégral et en seulement 3 heures.
Le 3 juin 2017, il réalise la première ascension du big wall El Capitan en solo intégral, par la voie Freerider en 3h 56min. Le film Free Solo, réalisé par Elizabeth Chai Vasarhelyi et Jimmy Chin et sorti en 2018, raconte cette ascension. Il a remporté l'Oscar du meilleur film documentaire lors de la 91e cérémonie des Oscars.
Le 6 juin 2018, Honnold fait équipe avec Tommy Caldwell pour battre le record de vitesse du Nose à El Capitan dans la vallée de Yosemite. Ils effectuent le parcours d'environ 900 mètres en 1 h 58 min 7 s, devenant ainsi les premiers grimpeurs à terminer le parcours en moins de deux heures.
Le 23 mai 2024, Honnold bat un record de vitesse en solo auto-assuré, toujours sur El Capitan dans le Yosemite, en réalisant la voie Salathé Wall en 11 h 18 min, soit presque 9h de moins que le précédent record (19 h 58 min), établi le 11 mai de la même année par Brant Hysell. Ce dernier avait déjà battu le record établi en 2013 par Cheyne Lempe (20 h 6 min),.

## Style de grimpe

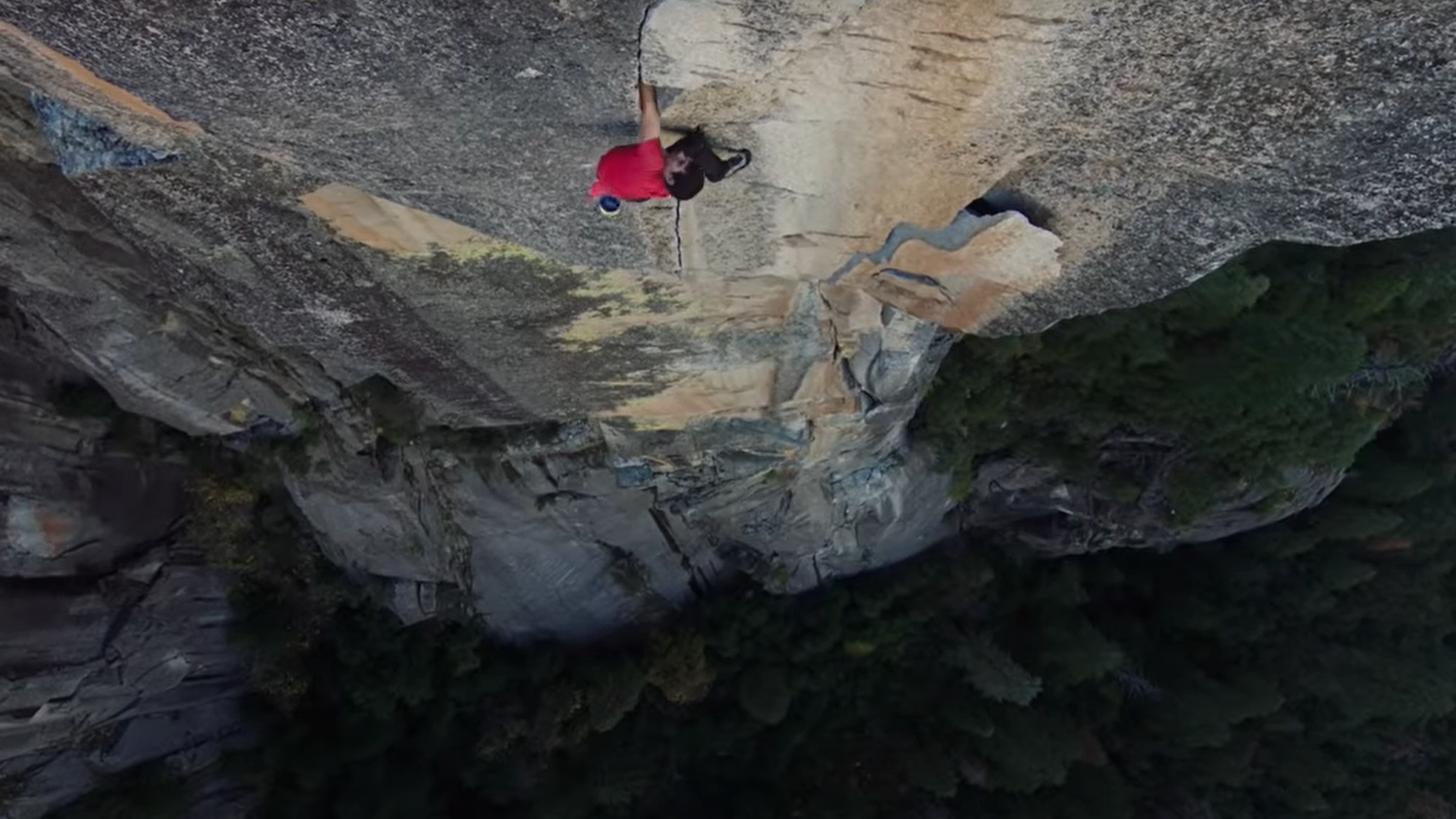
Première escalade en solo intégral de la voie Freerider sur El Capitan en 2017.

Alex Honnold s'est spécialisé dans l'escalade en solo intégral. Il fait partie des rares grimpeurs à pratiquer cette discipline sur des voies de plusieurs longueurs grâce à sa capacité à maintenir sa concentration durant des ascensions de plusieurs centaines de mètres.

## Ascensions remarquables
Alex Honnold a effectué en solo intégral les ascensions remarquables suivantes : 
| Date             | Pays       | Ascension                | Massif                 |
| ---------------- | ---------- | ------------------------ | ---------------------- |
| 6 septembre 2008 | États-Unis | Half Dome                | Yosemite               |
| 2008             | États-Unis | Moonlight Buttress       | Zion                   |
| 15 janvier 2014  | Mexique    | El Sendero Luminoso (en) | Sierra del Fraile (es) |
| 3 juin 2017      | États-Unis | El Capitan Freerider     | Yosemite               |

Il a également effectué les premières suivantes :
| Date         | Pays     | Ascension     | Massif    |
| ------------ | -------- | ------------- | --------- |
| 16 août 2022 | Danemark | Ingmikortilaq | Groenland |

## Distinctions
Alex Honnold reçoit un prix aux Golden Pitons 2010 pour ses réalisations en escalade. 
En 2015, Tommy Caldwell et lui obtiennent un Piolet d'or pour la traversée du Fitz Roy en Patagonie.
En 2018, le Club alpin américain lui décerne le Robert and Miriam Underhill Award. La même année, il reçoit une mention aux Piolets d'or pour ses réalisations de l'année 2017.

## Filmographie
- (en) First Ascent : The Series, de Sender Films (prod.) et de Peter  Mortimer (réal.), 2010, DVD [présentation en ligne], ép. 1 : Alex Honnold dans l'ascension en solo intégral de la voie Half Dome au parc national de Yosemite
- Free Solo, film documentaire sorti en 2018, récompensé par un Oscar du meilleur film documentaire[17]
- L'Alpiniste, film documentaire sorti en 2021 sur le grimpeur Marc-André Leclerc
- The Nose Speed Record (reel rock 14) (2019)

## Publication
- Alex Honnold, Solo intégral, éditions Paulsen, 16 avril 2019, 341 p. (ISBN 978-2352212942)

## Sponsors
Alex Honnold est parrainé par Black Diamond, The North Face, La Sportiva, New England Rope et Clifbar.